# Нерчинський договір
Нерчинський договір — мирна угода між Московським царством та маньчжурською династією Цін, підписаний 27 серпня (6 вересня) 1689 року. Підводив риску під московсько-цінськими війнами, що велися півстоліття. Визнавав за династією Цін право на володіння Приамур'ям. Став першим договором між Московією і Цін про кордон.
Розглядається як перший російсько-китайський договір.
Договір написаний російською, маньчжурською і латиною.